# Bärenhorn
Bärenhorn är ett berg i Schweiz. Det ligger i regionen Viamala och kantonen Graubünden, i den sydöstra delen av landet. Toppen på Bärenhorn är 2 931 meter över havet.
Trakten runt Bärenhorn består i huvudsak av kala bergstoppar och i lägre trakter finns gräsmarker.